# Луна (Шарлицький район)
Луна́ (рос. Луна) — селище у складі Шарлицького району Оренбурзької області, Росія.

## Населення
Населення — 56 осіб (2010; 26 у 2002).
Національний склад (станом на 2002 рік):
- росіяни — 92 %